# ناحیه لیک‌تاون، میشیگان
ناحیه لیک‌تاون (به انگلیسی: Laketown Township) یک منطقهٔ مسکونی در ایالات متحده آمریکا است که در شهرستان آلگان، میشیگان واقع شده‌است.
 ناحیه لیک‌تاون ۵۶٫۱ کیلومتر مربع مساحت و ۵٬۵۰۵ نفر جمعیت دارد و ۲۲۰ متر بالاتر از سطح دریا واقع شده‌است.